# Peter Jensen-Nissen

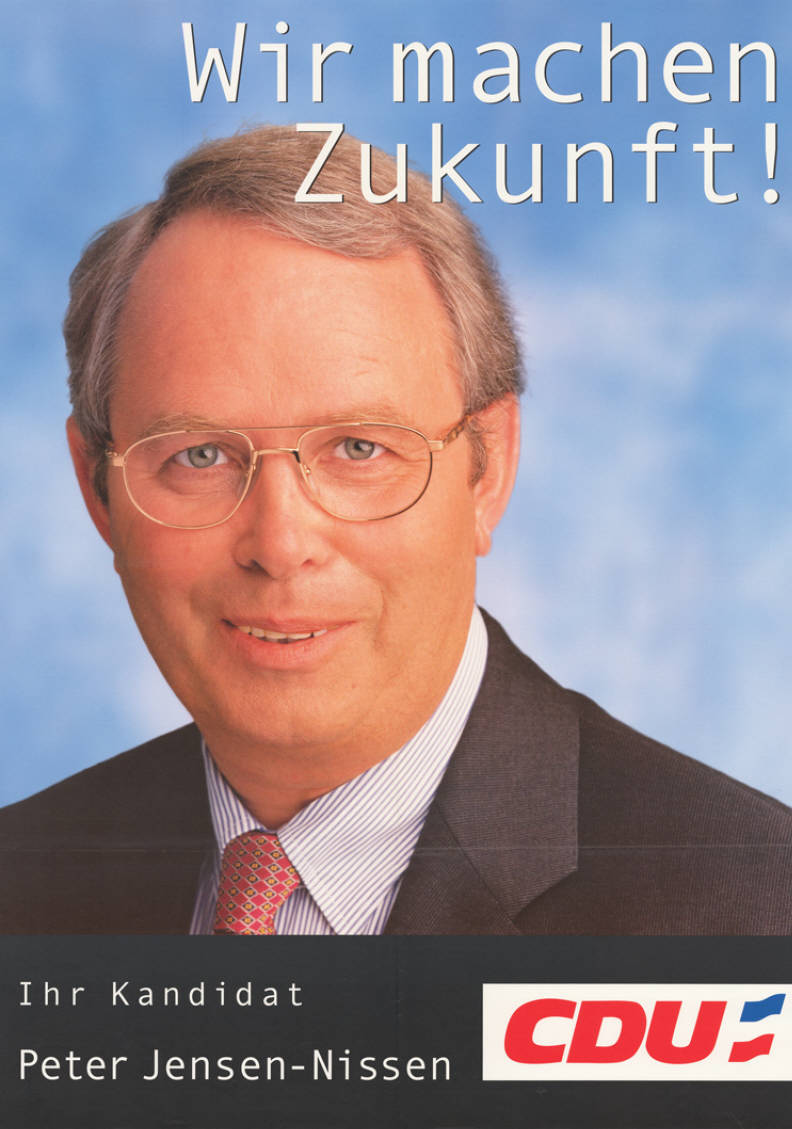
Peter Jensen-Nissen auf einem Landtagswahlplakat 2000

Peter Jensen-Nissen (* 23. August 1944 in Tolk (Schleswig)) ist ein deutscher Politiker (CDU).
Nach dem Realschulabschluss war Jensen-Nissen Landwirtschaftsmeister und selbständiger Landwirt. Er wurde 1972 Mitglied der CDU, in der er stellvertretender Kreisvorsitzender in Schleswig-Flensburg, Gemeindevertreter in Schuby sowie Fraktionsvorsitzender der CDU-Fraktion und Bürgermeister in Schuby war. Ferner war er Kreistagsabgeordneter im Kreis Schleswig-Flensburg und stellvertretender Landesvorsitzender der Senioren-Union. Von 1987 bis 2005 saß er im Landtag von Schleswig-Holstein, zeitweise direkt gewählt im Wahlkreis Schleswig-West bzw. Schleswig-Nord.